# Vortex temporum
Vortex temporum est un ballet de danse contemporaine de la chorégraphe belge Anne Teresa De Keersmaeker écrit pour huit danseurs sur la partition de la composition homonyme de Gérard Grisey. La création mondiale a eu lieu le 3 octobre 2013 à Bochum en Allemagne lors de la Ruhrtriennale.

## Fiche technique
- Chorégraphie : Anne Teresa De Keersmaeker en collaboration avec Boris Charmatz
- Danseurs à la création : Bostjan Antoncic, Carlos Garbin, Marie Goudot, Cynthia Loemij, Mark Lorimer (en), Julien Monty, Chrysa Parkinson, Michael Pomero
- Musique : Vortex temporum[1] (1996) de Gérard Grisey interprété par l'ensemble Ictus (six musiciens) dirigé par Georges-Élie Octors
- Dramaturgie musicale : Bojana Cvejić
- Costumes : Anne-Catherine Kunz
- Production : Compagnie Rosas avec La Monnaie de Bruxelles, le Théâtre de la Ville de Paris, le Grand Théâtre de Luxembourg, l'Opéra de Lille, le Sadler's Wells Theatre de Londres, ImPulsTanz et la Ruhrtriennale
- Durée : environ 40 minutes
- Première : 3 octobre 2013 lors de Ruhrtriennale à Bochum en Allemagne
- Représentations :